# Valkeisjärvi (sjö i Kiuruvesi, Norra Savolax)
Valkeisjärvi är en sjö i kommunen Kiuruvesi i landskapet Norra Savolax i Finland. Sjön ligger 138,9 meter över havet. Den är 2,2 meter djup. Arean är 1,59 kvadratkilometer och strandlinjen är 6,39 kilometer lång. Sjön  ingår i Vuoksens huvudavrinningsområde.   Den ligger omkring 110 kilometer nordväst om Kuopio och omkring 400 kilometer norr om Helsingfors. 